# アヴィ・ヴィグダーソン
アヴィ・ヴィグダーソン (Avi Wigderson, ヘブライ語: אבי ויגדרזון、1956年9月9日 - )(ヘブライ語: אבי ויגדרזון))は、イスラエルの数学者、計算機科学者である。 ニュージャージー州のプリンストン高等研究所の数学部門のHerbert H. Maass教授を務めている。研究上の関心は、計算複雑性理論、並列アルゴリズム、グラフ理論、暗号理論、分散コンピューティング、ニューラルネットワークに及んでいる。ヴィグダーソンは2021年に理論計算機科学に関する業績に対してアーベル賞を受賞した

## 生涯
アヴィ・ヴィグダーソンはホロコーストの生還者の子供としてイスラエルのハイファに生まれた。ヴィグダーソンはハイファのHebrew Reali Schoolの卒業生であり、1980年イスラエル工科大学で学部課程を終え、プリンストン大学の博士課程に進んだ。1983年、リチャード・リプトンの下で、「計算複雑性理論における研究」というタイトルの博士論文を提出し、計算機科学の学位を得た。カリフォルニア大学バークレー校、サンホセのIBM基礎研究所、バークレーの数理科学研究所に短期間所属した後、1986年にヘブライ大学の教員となった。1999年、プリンストン高等研究所の所員となり、2003年高等研究所の常勤職に就くためヘブライ大学の職を辞した。

## 賞と栄誉
ヴィグダーソンは1994年計算複雑性理論に関する業績に対してネヴァンリンナ賞を受賞した。オメル・レインゴールドとサリル・ヴァダンと共に、グラフのジグザグ積に関する業績に対して、2009年ゲーデル賞を受賞した 。これは、小さなグラフを結合し、拡張グラフの構築に使用されるより大きなグラフを生成する手法である。2011年、ヴィグダーソンはアメリカ芸術科学アカデミーの会員に選出された。2013年、米国科学アカデミーの会員に選出された。2018年、「理論計算機科学と数学の貢献」により、ACMフェローに選出された。2019年、ヴィグダーソンは「計算機科学の基礎、すなわち、乱択計算、暗号理論、回路計算量、証明複雑性、並列計算、そしてグラフの基礎的な性質に関する理解」に対する貢献に対してクヌース賞が授与された。
2021年、ヴィグダーソンはラースロー・ロヴァースと共に、「理論計算機科学と離散数学への基礎的な貢献と、それらを現代数学の中心的な分野に育てた指導的な役割に対して」、アーベル賞を受賞した。2023年度チューリング賞を受賞。